# Nymphaea glandulifera
Nymphaea glandulifera ist eine Pflanzenart aus der Gattung der Seerosen (Nymphaea) innerhalb der Familie der Seerosengewächse (Nymphaeaceae). Diese Wasserpflanze ist in der Neotropis verbreitet.

## Beschreibung

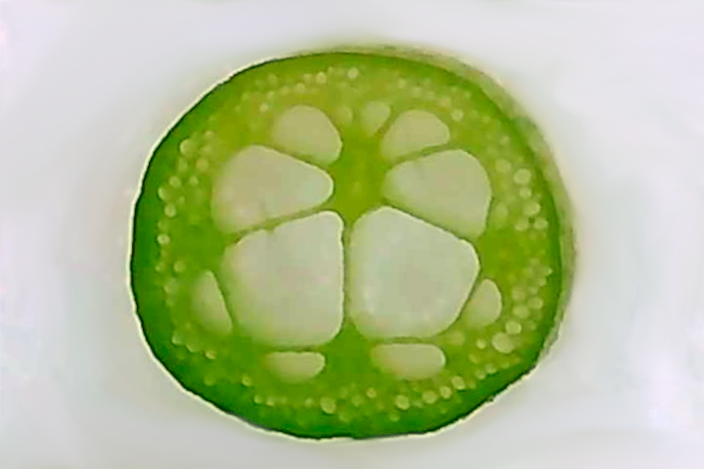
Querschnitt durch den Blattstiel mit zahlreichen Luftkanälen auf grauem Hintergrund

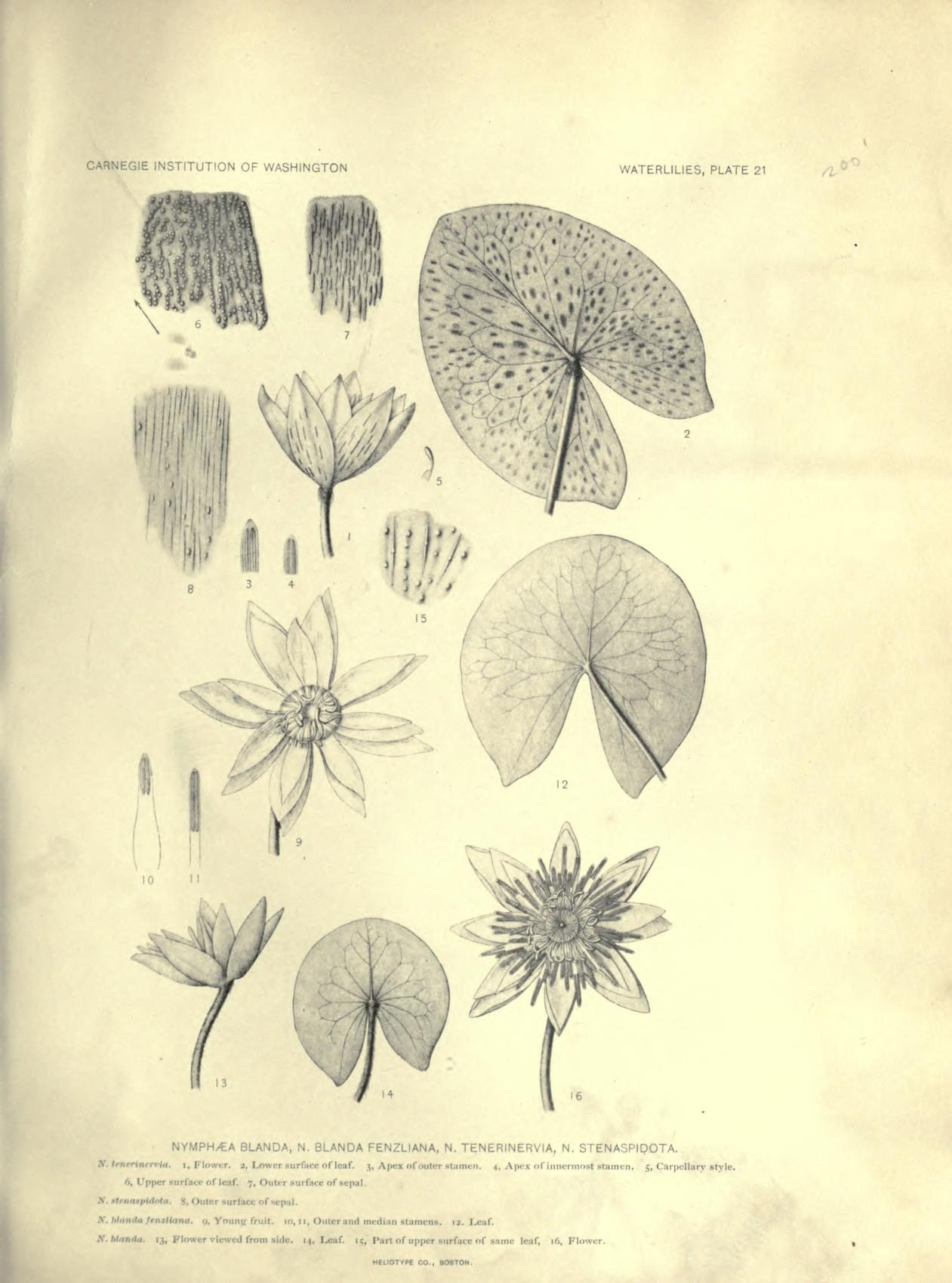
Illustration der einen Art unter verschiedenen Synonymen in The waterlilies, Tafel 21

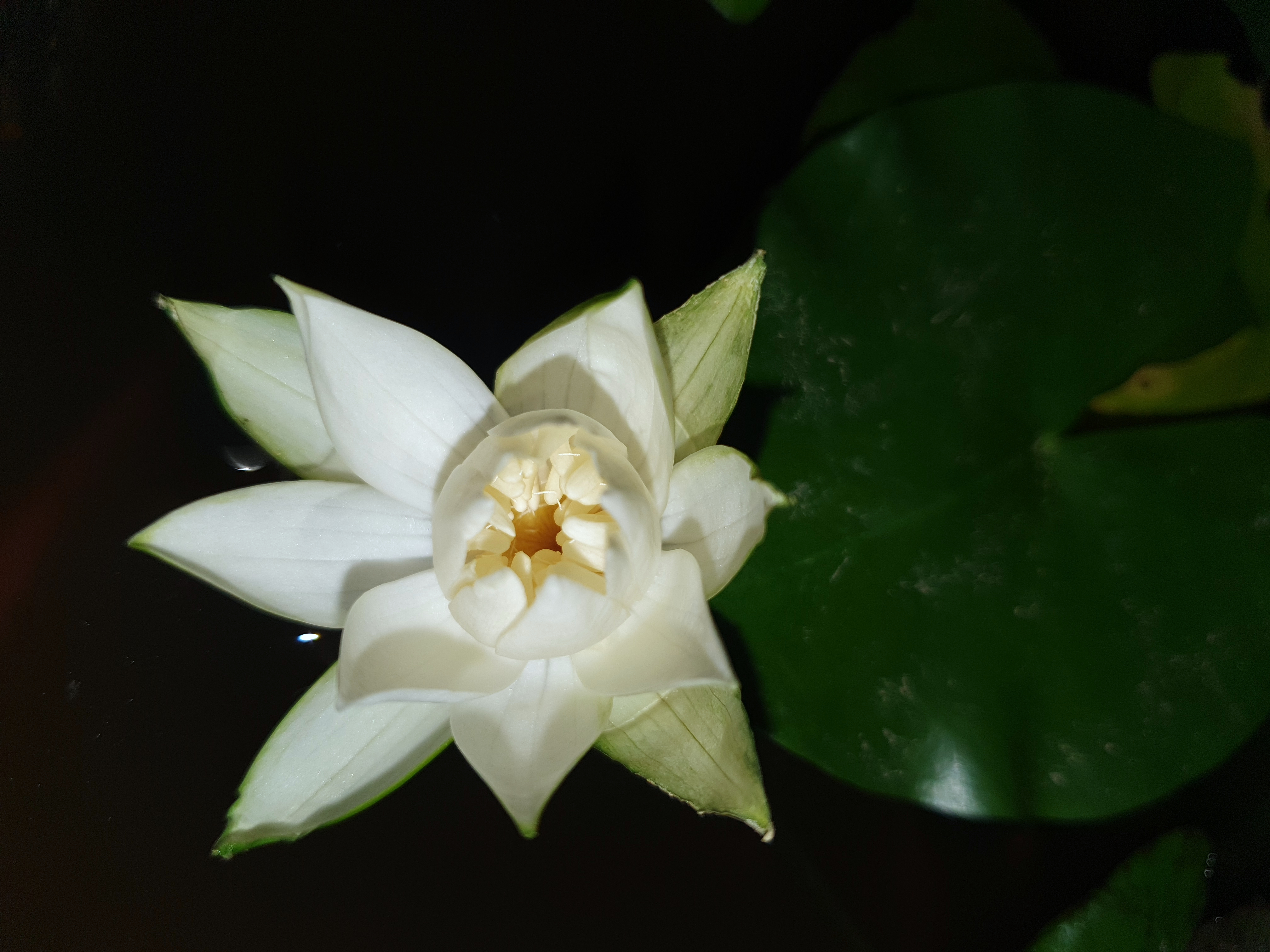
Blüte

### Vegetative Merkmale
Nymphaea glandulifera wächst als ausdauernde krautige Pflanze. Als Überdauerungsorgane werden eiförmige Knollen ausgebildet; eine Ausbreitung über Stolone findet nicht statt.
Das Laubblatt ist in Blattstiel und -spreite gegliedert. Der Blattstiel hat zwei Gruppen von Luftkanälen: Vier zentrale Kanäle und vier kleinere periphere Kanäle.

### Generative Merkmale
Der grüne Blütenstiel weist sechs größere zentrale sowie zwölf kleinere periphere Luftkanäle auf. Die Blüten öffnen sich in der Dämmerung und schließen sich um Mitternacht. Im Gegensatz zu einigen anderen südamerikanischen Seerosenarten bildet diese Art keine proliferierenden Pseudanthien zur vegetativen Vermehrung aus.

## Ökologie

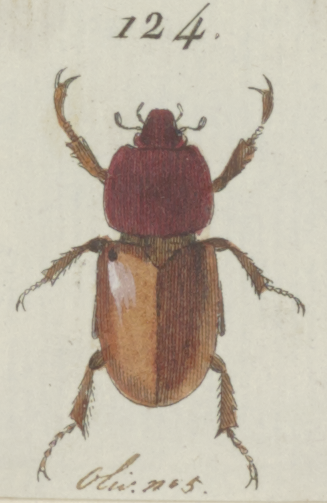
Käfer der Art Cyclocephala castanea fliegen Nymphaea glandulifera Blüten an

Bei dieser Art ist nur sexuelle Fortpflanzung bekannt. Bei Nymphaea glandulifera sind weder Stolone noch proliferierende Pseudanthien bekannt. Man nimmt an, dass bei dieser Art Autogamie auftritt. Zudem wurde nach Observationen in Surinam berichtet, dass Käfer der Art Cyclocephala castanea die Blüten von Nymphaea glandulifera anfliegen.

## Vorkommen
Nymphaea glandulifera ist von Zentralamerika und Karibischen Inseln über Kolumbien, Bolivien, bis Ecuador, Peru, Venezuela, den Guyanas bis Brasilien verbreitet.
In Bolivien gedeiht Nymphaea glandulifera in saisonal überschwemmten Savannen oder in kleinen Tümpeln in Verbindung mit Wasserläufen.

## Systematik

### Taxonomie
Die Erstveröffentlichung von Nymphaea glandulifera erfolgte im Oktober 1792 durch Ernst Karl Rodschied in Medicinisches und physisches Journal. Göttingen, Band 7, 28, S. 78. Ein weiteres Mal veröffentlichte Rodschied Nymphaea glandulifera 1796 (1794) in Med. Bem. Kol. Rio Essequebo, S. 76–77. Das Lektotypusmaterial wurde von Rodschied am Rio Essequibo in Guyana gesammelt. Das Lektotypusmaterial wurde 1987 durch J. H. Wiersema in A monograph of Nymphaea subgenus Hydrocallis (Nymphaeaceae). in Systematic Botany Monographs, Volume 16, S. 62 festgelegt. Das Artepitheton glandulifera bedeutet „drüsentragend“.
Synonyme für Nymphaea glandulifera Rodschied sind: Castalia blanda G.Lawson, Leuconymphaea blanda Kuntze, Nymphaea blanda G.Mey., Nymphaea blanda f. genuina Planch., Nymphaea blanda var. fenzliana (Lehm.) Casp., Nymphaea fenzliana Lehm.

### Einordnung innerhalb der GattungNymphaea
Die Art Nymphaea glandulifera gehört zur Untergattung Nymphaea subgen. Hydrocallis in der Gattung der Nymphaea.

## Kultivierung
Nymphaea glandulifera ist für kleine Aquarien geeignet.